# Ctenophthalmus dinormus
Ctenophthalmus dinormus är en loppart som beskrevs av Jordan 1932. Ctenophthalmus dinormus ingår i släktet Ctenophthalmus och familjen mullvadsloppor. Inga underarter finns listade i Catalogue of Life.